# Эрл

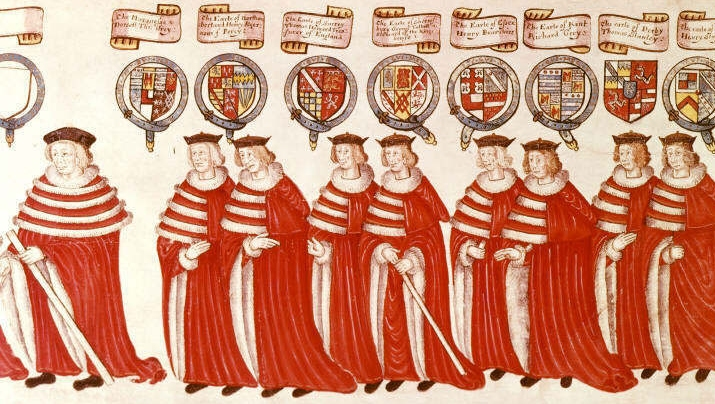
Королевская процессия к Парламенту в Вестминстере, 4 февраля 1512 года. Слева направо: маркиз Дорсет, граф Нортумберленд, граф Суррей, граф Шрусбери, граф Эссекс, граф Кент, граф Дерби, граф Уилтшир.

Эрл (англ. earl) — титул высшей аристократии англосаксонской Британии в XI веке, возникший под влиянием англосаксонского завоевания Англии, вариант титула Ярл Скандинавии в эпоху экспансии викингов.
Эрлы быстро превратились в узкий слой родовой наследственной знати скандинавского или англосаксонского происхождения и составили высший слой английского общества. В результате нормандского завоевания англосаксонская знать была ликвидирована, однако титул эрла сохранился и стал использоваться в Англии вместо континентального титула «граф» (англ. count, фр. comte).
В русской и советской исторической литературе титул «эрл» используется применительно к англосаксонской знати, а для обозначения аналогичного титула английского дворянства после нормандского завоевания употребляется титул «граф», в том числе и официально.
Также является мужским англоязычным именем.

## Возникновение
Титул эрла имел скандинавское происхождение. Командующие армиями викингов, вторгшихся в Англию в IX веке и завоевавших её восточную часть, носили титулы ярлов (дат. jarl). После восстановления власти английских королей над территориями, занятыми викингами, там сохранились датские обычаи и датское право, а также титул ярла (в англосаксонской передаче — эрла), который носили потомки скандинавских полководцев, осуществлявших власть в графствах Данелага. При Кнуде Великом (1016—1035) титул эрла стал дароваться английскими королями наиболее влиятельным аристократам из прослойки тэнов или лицам, занимающим высшие должности при дворе. Титул быстро приобрёл наследственный характер.
Лёгкость укоренения титула эрла в англосаксонском обществе объяснялась сильным влиянием датского элемента в позднесаксонской Британии. Кроме того, в более ранние периоды в английском государстве существовала должность элдормена — регионального представителя короля в графствах и провинциях. По всей видимости, различия в сфере компетенции и функциях элдорменов X века и эрлов XI века были минимальными, но если территории, передаваемые в управление элдорменам, представляли собой старинные англосаксонские племенные провинции, то владения англо-датских эрлов были искусственными образованиями, созданными по инициативе короля для конкретного аристократа. Эрлы превратились в высшую наследственную аристократию английского королевства, утратив военно-служилый характер традиционной англосаксонской знати (тэнов).

## Социальный статус
Источники о процессе создания и структуре первых эрлств начала XI века крайне скупы. В этот период региональное устройство английского королевства было нестабильным, в результате чего под властью одного эрла могли объединяться относительно отдалённые области (Оксфордшир, например, относился к эрлству Восточной Англии). Общим принципом, по крайней мере во время правления Эдуарда Исповедника, была передача под управление эрлу сразу нескольких графств, в каждом из которых, однако, сохранялись институты королевской администрации (шериф и суд графства).
Титулованная аристократия первой половины XI века была либо датского, либо англосаксонского происхождения, однако она не имела связи с знатью предшествующих периодов. Известно, что при Кнуде Великом было не менее шестнадцати эрлов, из которых шесть носили англосаксонские имена, а остальные были скандинавами. Среди них — такие влиятельные фигуры донормандской Англии, как Годвин, эрл Уэссекса, Леофрик, эрл Мерсии, Торкил, эрл Восточной Англии, и Сивард, эрл Нортумбрии. Особенно широкой степенью автономии пользовались скандинавские эрлы отдалённой Нортумбрии, быстро превратившиеся в фактически независимых правителей всей северной части Англии.

## Властные полномочия
В регионах эрлы обладали властью и влиянием, ставящих их выше всех местных магнатов. Они возглавляли ополчение графств в случае войны и председательствовали на суде графства, к ним обращался король в своих указах, касающихся региональных вопросов. Эрлы изымали в свою пользу треть судебных пошлин и штрафов подвластных территорий, а также треть от налогов с городов. Кроме собственных владений эрлам зачастую предоставлялись участки королевского домена или земли фолкленда. Эрлы также обычно имели значительное число собственных служилых людей — тэнов, выполняющих их поручения и осуществляющих представительские функции. Власть эрла в регионах ограничивалась лишь сохранением института королевских шерифов и правом короля привлекать в свою дружину всех тэнов королевства, независимо от их сеньориального подчинения. В повседневной жизни английских графств эрл играл ведущую политическую роль, тогда как административная власть концентрировалась в руках шерифа.
Часть англосаксонских эрлов пережила нормандское завоевание, но в 1075 г. присоединились к восстанию Роджера, графа Герефорда, после подавления которого обширные эрлства были ликвидированы, а сами эрлы казнены или изгнаны из страны. На смену полусамостоятельным англосаксонским эрлам пришли графы нормандской Англии, занимающие чёткие позиции в единой феодальной иерархии государства и сильно зависимые от короля.